# Robert Frank
Robert Louis Frank (Zurigo, 9 novembre 1924 – Inverness, 9 settembre 2019) è stato un fotografo e regista svizzero naturalizzato statunitense.

## Biografia
Nato in una famiglia di origini ebraiche, dal 1941 al 1944 lavora come assistente fotografo al seguito di Hermann Segesser e Michael Wolgensinger. Nel 1946 si autofinanzia la prima pubblicazione, cui dà il titolo di 40 Fotos. Nel 1947 lascia l'Europa per trasferirsi negli Stati Uniti. A New York Alexey Brodovitch lo ingaggia come fotografo di moda per Harper's Bazaar. Parallelamente alla fotografia di moda svolge una prolifica attività di reporter freelance che lo porta ad affrontare viaggi in Perù e Bolivia nel 1948 (una selezione delle fotografie là riprese sono pubblicate sulla rivista Neuf di Robert Delpire nel 1952 e, quattro anni dopo, nel libro Indiens pas morts) e nel 1949 in Europa (Francia, Italia, Svizzera e Spagna). Le fotografie di Parigi sono pubblicate in un libro dell'artista Mary Lockspeiser, che Frank sposerà l'anno successivo. Nel 1950 Frank ha già un nome ed Edward Steichen include alcune sue fotografie nella mostra 51 American Photographers allestita al Museum of Modern Art di New York e poi nella celebre The Family of Man del 1955.
Tra il 1952 e il 1953 continua in Europa la sua attività di reporter tra Parigi, Londra, Galles, Spagna e Svizzera. In questo periodo abbandona definitivamente la fotografia di moda e comincia a lavorare sempre più seriamente come fotogiornalista freelance. Nel 1955 Robert Frank è il primo fotografo europeo a ricevere la borsa di studio annuale promossa dalla Fondazione Guggenheim di New York. Con i soldi ricevuti viaggia per tutti gli Stati Uniti dal 1955 al 1956, riprendendo oltre 24.000 fotografie. Nel 1958 Robert Delpire pubblica a Parigi Les Américains, una selezione di 83 immagini tratte dal viaggio americano e l'anno dopo la Grove Press pubblica il volume negli Stati Uniti col titolo The Americans.

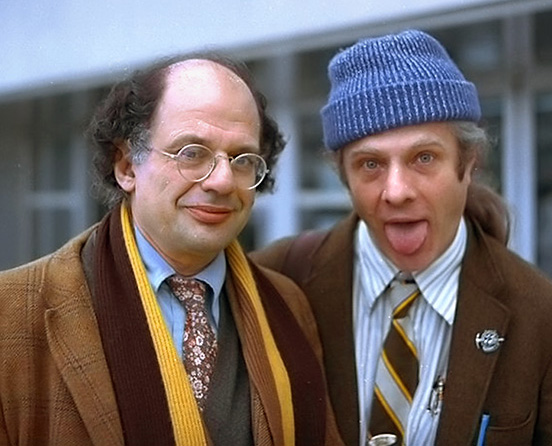
Allen Ginsberg e Peter Orlovsky

Al contempo Frank viene a contatto con i principali esponenti della nuova generazione letteraria e artistica americana, soprattutto con gli esponenti della Beat Generation. In primo luogo stringe una salda amicizia con lo scrittore Jack Kerouac, col quale porta a termine varie collaborazioni. Oltre ad aver compiuto un viaggio on the road insieme, compiuto nel 1958 verso la Florida, Kerouac si occupa di scrivere l'introduzione al libro The Americans per l'edizione americana. Nel 1959 viene realizzata la più nota collaborazione con la Beat Generation, quando Frank, unitamente al pittore Alfred Leslie, dirige il suo primo film, Pull My Daisy. Scritto e narrato da Jack Kerouac e interpretato, tra gli altri, da Allen Ginsberg e Gregory Corso, il film sarà considerato il padre del New American Cinema.
Negli anni sessanta, nonostante il crescente successo dei suoi lavori, Frank abbandona la fotografia per dedicarsi completamente alla realizzazione di film. Un cinema, il suo, carico di tensioni e tematiche prettamente private e introspettive, come Conversations in Vermont (1969) o About Me: A Musical (1971). Collabora ancora con i beats, soprattutto Ginsberg, Orlovsky e Burroughs, ma anche con i Rolling Stones (Cocksucker Blues, 1972, documentario censurato dallo stesso gruppo), Tom Waits, Joe Strummer (Candy Mountain, 1986) e Patti Smith.
Dopo la tragica perdita della figlia Andrea, appena ventenne, Frank ricomincia a riutilizzare la macchina fotografica. Dalla metà degli anni settanta a oggi, la sua fotografia è lontana dai reportage precedenti: usa collage, vecchie fotografie, fotogrammi, polaroid; scrive, graffia e incide direttamente sul lato sensibile della pellicola. Frank alterna soggiorni a New York con lunghe permanenze a Mabou, in Nova Scotia, insieme alla compagna e pittrice June Leaf.
Nel 1994 dona gran parte del suo materiale artistico alla National Gallery of Art di Washington che crea la Robert Frank Collection; è la prima volta che accade per un artista vivente. 
Nel 1996 ottiene l'Hasselblad Award e nel 2000 il Cornell Capa Award. Tra il 2005 e il 2006 un'ulteriore retrospettiva della sua vita artistica gira il mondo: si tratta della mostra Robert Frank: Story Lines, partita da Londra nel novembre 2004.

## Filmografia

### Cortometraggi
- Pull My Daisy (1959)
- The Sin of Jesus (1961)
- Life-Raft Earth (1969)
- Conversations in Vermont (1969)
- About Me: A Musical (1971)
- Life Dances On... (1980)

### Documentari
- Cocksucker Blues (1972)
- C'est vrai (1990)
- Alfred Leslie: Cool Man in a Golden Age (2009)

### Lungometraggi
- Me and My Brother (1969)
- Keep Busy (1975)

- Candy Mountain (1986)
- Last Supper (1992)